# Библиотека без цензуры
Библиотека без цензуры (англ. The Uncensored Library) — сервер и мир в Minecraft, выпущенные организацией «Репортеры без границ» и созданные BlockWorks, DDB Berlin и MediaMonks как попытка обойти цензуру в странах, где нет свободы прессы. Библиотека содержит запрещенные репортажи из таких стран, как Россия, Мексика, Вьетнам, Саудовская Аравия, Бразилия, Египет, Иран, Беларусь и Эритрея. Каждой стране дается целое крыло, в каждом из которых находится несколько запрещенных статей. Библиотека была выпущена 12 марта 2020 года, во Всемирный день борьбы с киберцензурой. В настоящее время есть два способа получить доступ к библиотеке: загрузить мир с официального сайта или подключиться к их серверу Minecraft.

## Вид библиотеки
Библиотека представляет собой масштабный проект, построенный в неоклассическом архитектурном стиле. Он призван напоминать хорошо зарекомендовавшие себя учреждения, такие как Нью-Йоркская публичная библиотека, а также стилистически намекать на авторитарные структуры, которые проект стремится разрушить. В библиотеке используется более 12,5 миллионов блоков. Внутренняя архитектура комнаты каждой страны символизирует уникальную ситуацию каждой страны и журналистские проблемы.

## Формат чтения
У каждой из пяти стран, охватываемых библиотекой, а также у «Репортеров без границ» есть отдельное крыло, содержащее ряд статей, доступных на английском языке и на языке оригинала, на котором статья была написана. Тексты в библиотеке содержатся в игровых книгах, которые можно открывать и размещать на кафедрах для одновременного чтения несколькими игроками. В этих статьях обычно обсуждаются цензура, несправедливое наказание и другая критика правительства. Кроме того, в библиотеке есть центральная комната со списком Индекса свободы прессы и текущим состоянием свободы прессы в каждой стране, охватываемой индексом, а в мексиканском разделе находятся памятники репортерам, которые были убиты из-за своих статей. Всего в библиотеке более 200 различных книг.

### Комната с COVID-19
В библиотеку была добавлена дополнительная комната для освещения вопросов свободы прессы, связанных с темой COVID-19. Она содержит книги по 10 странам (Бразилия, Китай, Египет, Венгрия, Иран, Мьянма, Северная Корея, Россия, Таиланд и Туркменистан), чтобы показать, как повлияли сообщения о вирусе в каждой стране.

## Реакция
После запуска проект был показан в различных СМИ, таких как BBC, Deutsche Welle, CNBC, CNN, TechCrunch, The Verge, Gizmodo, Engadget, Mashable, PC Gamer и Scene World Magazine. Проект также получил премию Пибоди 2022 года в категории «Интерактив».
Когда библиотека получила премию Пибоди, на сайте Пибоди её назвали «памятником свободе прессы и инновационным способом доступа к контенту, подвергающемуся цензуре».